# Pelourinho de Esgueira

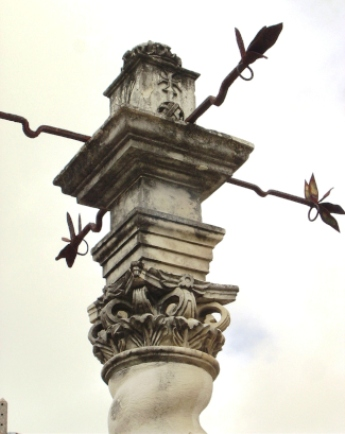
Pelourinho de Esqueira: detalhe do capitel do pelourinho, de corpo paralelipipédico e dos ferros galheteiros.

O Pelourinho de Esgueira localiza-se junto dos antigos Paços do Concelho de Esgueira, na freguesia de Esgueira, município de Aveiro, distrito de Aveiro, em Portugal. Encontra-se classificado como Imóvel de Interesse Público desde 1933.

## História
O atual pelourinho é datável do início do século XVIII. Acredita-se que veio substituir um outro, mais antigo, uma vez que, sendo Esgueira concelho desde 1528 (situação que manteve até 1836, altura em que foi extinto), não é crível que não tivesse um pelourinho já no século XVI.

## Características
Constitui-se num importante testemunho dos modelos de coluna espiralada, da época barroca. Sobre um pedestal, ergue-se o fuste, torso, sem qualquer decoração. É encimado por um capitel coríntio, de uma única ordem de acantos, sobre o qual se ergue o entablamento e um corpo paralelipipédico. É no corpo paralelipipédico que se encontram esculpidos os símbolos do país e de Esgueira: brasão nacional, barco de três mastros, três setas cruzadas, esfera armilar dominada de cruz de Cristo.
Merece especial referência o barco de três mastros, por representar a dominante actividade marítima da região. Por fim, refira-se, ainda, a presença dos ferros galheiros, que terminam em flor e as argolas, entre eles.